# Synagoga w Sopocie
Synagoga w Sopocie – synagoga, która znajdowała się w Sopocie przy ówczesnej Roonstrasse (późniejszej ulicy gen. Jarosława Dąbrowskiego 1). Zburzona w 1938 roku.

## Architektura
Murowany budynek synagogi wzniesiono na planie prostokąta o wymiarach 21,12 na 15,66 metra, w stylu modernistycznym. W zachodniej części znajdował się obszerny przedsionek, z którego wchodziło się do głównej sali modlitewnej, którą z trzech stron otaczały galerie dla kobiet.

## Historia
Synagoga została zbudowana w latach 1913–1914 według projektu Adolfa Bielefeldta, sopockiego architekta. Sopot znajdował się wówczas na terenie Królestwa Prus (zabór pruski). Uroczyste otwarcie synagogi nastąpiło 26 maja 1914. Wcześniej nabożeństwa, które przeważnie prowadził wędrowny kaznodzieja, odbywały się w prywatnych pensjonatach lub dojeżdżano do synagogi w Wejherowie
Prawdopodobnie w 1913 powstał również oddalony cmentarz żydowski w Górnym Sopocie.

### Spalenie synagogi
W okresie Wolnego Miasta Gdańska, w nocy z dnia 12 na 13 listopada 1938 synagoga została zaatakowana przez tłum podczas zamieszek wywołanych wydarzeniami nocy kryształowej. Ruiny wraz z placem wykupiło w tym samym roku Towarzystwo Budowy Kościoła Polskiego z zamiarem wzniesienia w tym miejscu świątyni katolickiej. Eryk Temp, nadburmistrz miasta, a równocześnie fanatyczny nazista, nie dopuścił do przejęcia posesji i polecił zaanektować ją przez magistrat. W latach 60. XX wieku na parceli został wzniesiony budynek mieszkalny Nauczycielskiej Spółdzielni Mieszkaniowej. W 1990 dzięki Fundacji Rodziny Nissenbaumów na jednej ze ścian domu umieszczono tablicę, którą skradziono w 1993. W 1999 umieszczono nową tablicę, którą ufundowała Mira Ryczke-Kimmelmann (dawna mieszkanka Sopotu).